# Ranchera
La ranchera (también, canción ranchera) es un estilo musical popular y folclórico de México. Se puede interpretar con la gran mayoría de los subgéneros de la música regional mexicana.

## Historia del género
Sus orígenes datan del siglo XIX, pero fue desarrollado en el teatro nacionalista del período pos-revolucionario de 1910 y se convirtió en el ícono de la expresión popular de México, un símbolo del país, que fue difundido con gran éxito por varios países latinoamericanos específicamente gracias al cine mexicano de las décadas de 1930 a 1970, causando profundo arraigo entre los sectores populares y medios. Las rancheras han llegado a ser uno de los géneros más representativos de la música mexicana (que tiene diversos estilos regionales), evolucionando desde el escenario local y campesino hasta la conquista internacional.

## Temática
En cuanto a las letras, predominaron en un comienzo las historias populares relacionadas con la Revolución mexicana, la vida campesina, los caballos, la familia, los bares, cantinas y las tragedias amorosas. Posteriormente las temáticas se han centrado especialmente en el amor de pareja y como sucede con todo ritmo que se internacionaliza, su capacidad para contar historias populares se ha debilitado por cuenta de la presión de los productores musicales.

## Tempo
Las canciones rancheras han sido compuestas para toda la gama de velocidad de ejecución, desde muy lentas hasta muy rápidas.

## Estilo de interpretación
Los cantantes profesionales de este género desarrollaron un estilo extremadamente emocional, una de cuyas características consiste en sostener largamente una nota al final de una estrofa o línea, culminando en una "terminación fundida".

### Principales exponentes:
- Vicente Fernández. Nacido el 17 de febrero de 1940 en Huentitán el Alto, Jalisco, es considerado el más importante intérprete del género.
- Antonio Aguilar. Murió en 2007 y fue uno de los más populares exponentes de la ranchera.
- José Alfredo Jiménez. El más grande de los intérpretes y compositores de la ranchera. También compuso sones y corridos.
- Chavela Vargas. Nacida en Costa Rica, llevó este género a varios rincones del mundo.
- Juan Gabriel. Fallecido en el 2016, fue reconocido también por cantar rancheras.[2]

## Estructura
La canción ranchera posee la estructura de la canción mexicana tradicional:
- N n
- O u
- M m
- O o

## Lista de Referencias
1. ↑  Minden, Pieter; Brenner, Helmut (1999). «Musica ranchera. Das mexikanische Aquivalent zur Country and Western Music aus historischer, musikalischer und kommerzieller Sicht». Jahrbuch für Volksliedforschung 44: 223. ISSN 0075-2789. doi:10.2307/848915. Consultado el 16 de junio de 2025.
2. ↑  Martínez, Olga Lucía (17 de septiembre de 2021). «Los más grandes cantantes de ranchera». El Tiempo. Consultado el 16 de junio de 2025.